# 厚苔沼

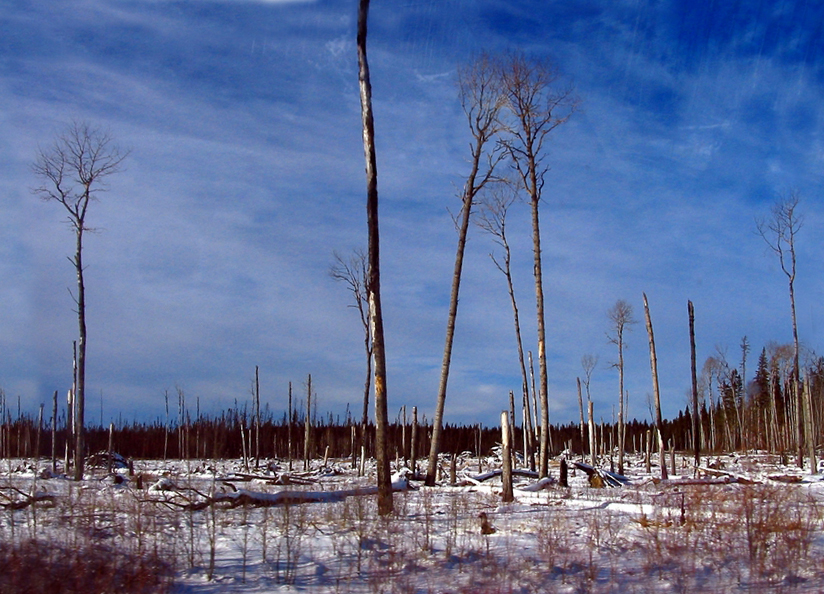
生長於厚苔沼的的楊樹

厚苔沼（英語：Muskeg）是幾乎被排乾的水蘚沼澤，常見於加拿大北部的苔原和大松林中。厚苔下面是永久凍土，其上表面在夏季部分融化，為蚊蟲提供良好的生活條件。